# Constitution vénézuélienne
Le Venezuela a connu vingt-cinq constitutions depuis son indépendance en 1811 :
- constitution de 1811 (Première République) ;
- constitution de Cúcuta (Grande Colombie) :
  - constitution de 1819 (es) ;
- constitution de 1830 (État de Vénézuela indépendant de la Grande Colombie) ;
- constitution de 1857 ;
- constitution de 1858 ;
- constitution de 1864 (es) (États-Unis du Venezuela) ;
- constitution de 1874 ;
- constitution de 1881 ;
- constitution de 1891 (es) ;
- constitution de 1893 ;
- constitution de 1901 (es) ;
- constitution de 1904 ;
- constitution de 1909 ;
- constitution de 1914 ;
- constitution de 1922 ;
- constitution de 1925 ;
- constitution de 1928 ;
- constitution de 1929 ;
- constitution de 1931 ;
- constitution de 1936 (es) ;
- constitution de 1947 (en) ;
- constitution de 1953 (es) (république du Venezuela (Quatrième République)) ;
- constitution de 1961 (es)
- constitution de 1999 (république bolivarienne du Venezuela (Cinquième République)).